# Polis i Sydafrika
Polisen i Sydafrika har nio poliskårer, en för varje provins, som styrs av den nationella polisen. Under den nationella polisen står även tretton divisionsindelade polisverksamheter. Dessa ansvarar för var sitt verksamhetsområde såsom underrättelsetjänst, skyddstjänst och gränskontroll.[källa behövs]